# قوخ (سقز)
قرية قوخ (بالكردية: قەوەخ) هي إحدى القرى التابعة لـتموغه في ريف قسم مركزي من مقاطعة سقز، في محافظة كردستان الإيرانية.

## السكان
حسب إحصاءات سنة 2006، بلغ إجمالي السكان في قوخ 2826 نسمة وعدد المساكن 654 مسكن. لغة سكان قوخ هي اللغة الكردية و هم من أهل السنة والجماعة والمذهب الشافعي.